# Sarcophaga decisa
Sarcophaga decisa är en tvåvingeart som först beskrevs av Walker 1853.  Sarcophaga decisa ingår i släktet Sarcophaga och familjen köttflugor. Inga underarter finns listade i Catalogue of Life.